# Römisch-katholische Kirche in Kuba
Die römisch-katholische Kirche auf Kuba ist Teil der weltweiten römisch-katholischen Kirche.

## Geschichte
Die Geschichte des Katholizismus auf Kuba begann im 16. Jahrhundert, mit der Periode der spanischen Kolonisation. Für vier Jahrhunderte bis zur Kubanischen Revolution 1959 spielte die Katholische Kirche eine wichtige Rolle im Leben des Landes: zu ihr bekannte sich die Mehrheit der Bevölkerung. Allerdings war der Katholizismus stark mit der weißen, spanischstämmigen Bevölkerungsschicht verbunden, auch die überwiegende Mehrheit der Priester waren Spanier. Die Kirche zeigte auf Kuba deutlich weniger Interesse an der Bekehrung der nichtweißen Bevölkerung als in anderen lateinamerikanischen Ländern wie beispielsweise Mexiko und Peru. Im Unabhängigkeitskrieg stand die Katholische Kirche den spanischen Kolonialherren näher als den Unabhängigkeitsbewegung, viele deren Anführer antiklerikale Freimaurer waren. Seit der Gründung der Republik 1902 verfolgte der kubanische Staat eine Politik der Trennung von Staat und Kirche.
Die diplomatischen Beziehungen zwischen Kuba und dem Vatikan begannen 1935 und wurden sogar in der Zeit antireligiöser Kampagnen der kommunistischen Regierung nicht unterbrochen. 1959 machten die Katholiken auf Kuba etwa 70 % der Bevölkerung aus. Es gab etwa 700 Priester. Die Mehrheit der Kirchengänger gehörten der weißen Mittel- und Oberschicht in den Städten an, während die Landbevölkerung zwar getauft war, aber kaum Kontakt zur Kirche und ihren Repräsentanten hatte.
Nachdem Fidel Castro an die Macht kam, erließ die kubanische Regierung vor allem ab 1960 antireligiöse Maßnahmen, die den gesellschaftlichen Einfluss der Kirche stark reduzierten. Ein großer Teil der Geistlichen und Mönche, vor allem ausländischer Herkunft, verließ Kuba in den ersten Jahren nach der Revolution. Bis 1979 ging die Zahl der Katholiken etwa um die Hälfte zurück. In den 1980er Jahren trat eine Verbesserung der Beziehungen zwischen dem Vatikan und der kommunistischen Regierung Kubas ein. Jedoch waren nach den Daten von 1988 auf Kuba nur wenig über 200 katholische Geistliche von vorher 500 übrig. 1986 fand ein landesweites Zusammentreffen der kubanischen Katholiken statt (Encuentro Nacional Eclesial Cubano), dem ein mehrjähriger „Reflexionsprozess“ zur Vorbereitung vorangegangen war (Reflexión Eclesial Cubana). 
Am 19. November 1996 empfing Papst Johannes Paul II. im Vatikan Fidel Castro. Im Januar 1998 unternahm derselbe Papst eine pastorale Reise nach Kuba. Bei der Papstmesse auf dem Platz der Revolution in Havanna war etwa eine Million Kubaner anwesend. Papst Benedikt XVI. unternahm eine Pastoralreise vom 23. bis 26. März in Mexiko und dann bis zum 28. März in Kuba. Anlass der Reise war der 400. Jahrestag der Erscheinung der kubanischen Schutzheiligen, der Barmherzigen Jungfrau von El Cobre. Er besuchte Santiago de Cuba und Havanna und wurde von Staatspräsident Raúl Castro empfangen.

## Organisation
Der Katholizismus ist die häufigste Glaubensrichtung der Einwohner der Insel. Die Zahl der Katholiken umfasste Ende des 20. Jahrhunderts 40 % der Bevölkerung, aber bei der Mehrheit davon trug die Kirchenmitgliedschaft lediglich formalen Charakter. So sind nach Angaben der Zeitschrift Newsweek Etwa 4,7 Millionen von 11 Millionen Kubanern getauft, aber nur 150.000 besuchen die Sonntagsmesse. Nach Angaben der Seite catholic-hierarchy.org betrug 2004 die Gesamtzahl der Katholiken auf Kuba 6,3 Millionen Menschen.
Die Katholische Kirche auf Kuba ist in drei Erzdiözesen geteilt: Erzbistum San Cristóbal de la Habana, Camagüey und Santiago de Cuba. Es gibt acht Suffragandiözesen. Erzbischof von Havanna ist seit 2016 Juan García Rodríguez, dessen Sitz sich im höchsten Gotteshaus des Landes, der St.-Christophorus-Kathedrale befindet. Die Erzdiözese Camagüey steht seit Ende 2016 unter der Leitung von Erzbischof Wilfredo Pino Estévez. Der Erzbischof von Santiago de Cuba ist Dionisio García Ibáñez, derzeitiger Vorsitzender der Katholischen Bischofskonferenz Kubas.
Die Kirche unterhält mehrere Bildungseinrichtungen, darunter das Höhere Seminar in Havanna. Im Besitz der Kirche befinden sich auch einige Heime und Krankenhäuser, es gibt karitative Arbeit unter den Armen.
Der Heilige Stuhl wird durch den Apostolischen Nuntius vertreten. Seit Mai 2024 ist dies Erzbischof Antoine Camilleri.
Statistik nach Diözese (Daten von 2004):
| Erzdiözese                 | Diözese                                   | Zahl der Katholiken | Zahl der Geistlichen | Zahl der Gemeinden |
| -------------------------- | ----------------------------------------- | ------------------- | -------------------- | ------------------ |
| San Cristóbal de la Habana | San Cristóbal de la Habana                | 2 800 000           | 111                  | 102                |
| San Cristóbal de la Habana | Matanzas                                  | 478 000             | 20                   | 37                 |
| San Cristóbal de la Habana | Pinar del Rio                             | 430 000             | 19                   | 25                 |
| Camagüey                   | Camagüey                                  | 544 000             | 27                   | 14                 |
| Camagüey                   | Ciego de Avila                            | 186 900             | 8                    | 4                  |
| Camagüey                   | Cienfuegos                                | 293 600             | 23                   | 22                 |
| Camagüey                   | Santa Clara                               | 518 935             | 27                   | 34                 |
| Santiago de Cuba           | Santiago de Cuba                          | 248 000             | 20                   | 13                 |
| Santiago de Cuba           | Guantánamo-Baracoa                        | 185 218             | 9                    | 7                  |
| Santiago de Cuba           | Holguín                                   | 435 000             | 37                   | 28                 |
| Santiago de Cuba           | Santísimo Salvador de Bayamo y Manzanillo | 222 000             | 15                   | 9                  |